# Mirșid
Mirșid is een Roemeense gemeente in het district Sălaj.
Mirșid telt 2242 inwoners.